# Merismoclea rojasi
Merismoclea rojasi är en stekelart som beskrevs av De Santis 1966. Merismoclea rojasi ingår i släktet Merismoclea och familjen puppglanssteklar. Inga underarter finns listade i Catalogue of Life.